# Cantone di La Roche-sur-Yon-1
Il Cantone di La Roche-sur-Yon-1 è una divisione amministrativa degli arrondissement di La Roche-sur-Yon e di Les Sables-d'Olonne.
È stato istituito a seguito della riforma dei cantoni del 2014, che è entrata in vigore con le elezioni dipartimentali del 2015.

## Composizione
Comprende parte della città di La Roche-sur-Yon e i comuni di:
- Dompierre-sur-Yon
- Landeronde
- Mouilleron-le-Captif
- Venansault